# Jeremy Nobis
Jeremy M. Nobis (ur. 31 sierpnia 1970 w Madison, zm. 19 kwietnia 2023 w Cedar City) – amerykański narciarz alpejski, trzykrotny medalista mistrzostw świata juniorów.

## Kariera
Po raz pierwszy na arenie międzynarodowej Jeremy Nobis pojawił się w 1988 roku, kiedy wystąpił na mistrzostwach świata juniorów w Madonna di Campiglio. Zdobył tam złoty medal w supergigancie oraz brązowy w gigancie. Na rozgrywanych rok później mistrzostwach świata juniorów w Aleyska wywalczył kolejny złoty medal, tym razem w gigancie. Dwa dni wcześniej zajął też czwarte miejsce w zjeździe.
W zawodach Pucharu Świata zadebiutował 15 stycznia 1991 roku w Adelboden, zajmując siódme miejsce w gigancie. Tym samym już w swoim debiucie wywalczył pierwsze pucharowe punkty. Nigdy nie stanął na podium zawodów pucharowych; debiut był jego najlepszym startem w Pucharze Świata. Najlepsze wyniki osiągał w sezonie 1990/1991, kiedy zajął 59. miejsce w klasyfikacji generalnej, a klasyfikacji giganta uplasował się na 22. pozycji.
Nigdy nie wystartował na mistrzostwach świata. W 1994 roku wziął za to udział w igrzyskach olimpijskich w Lillehammer, gdzie zajął dziewiąte miejsce w gigancie, a rywalizacji w slalomie nie ukończył. W 1995 roku zdobył swój jedyny medal mistrzostw Stanów Zjednoczonych, zajmując trzecie miejsce w slalomie.

## Osiągnięcia

### Igrzyska olimpijskie
| Miejsce | Dzień     | Rok  | Miejscowość | Konkurencja | Czas biegu  | Strata  | Zwycięzca            |
| ------- | --------- | ---- | ----------- | ----------- | ----------- | ------- | -------------------- |
| 9.      | 23 lutego | 1994 | Lillehammer | Gigant      | 2:52,46 min | +1,14 s | Markus Wasmeier      |
| DNF     | 27 lutego | 1994 | Lillehammer | Slalom      | 2:02,02 min | –       | Thomas Stangassinger |

### Mistrzostwa świata juniorów
| Miejsce | Dzień       | Rok  | Miejscowość          | Konkurencja | Czas biegu  | Strata  | Zwycięzca             |
| ------- | ----------- | ---- | -------------------- | ----------- | ----------- | ------- | --------------------- |
| 7.      | 27 stycznia | 1988 | Madonna di Campiglio | Zjazd       | 1:33,15 min | +0,86 s | Kaspar Gilgenrainer   |
| 1.      | 28 stycznia | 1988 | Madonna di Campiglio | Supergigant | 1:35,26 min | -       | -                     |
| 3.      | 29 stycznia | 1988 | Madonna di Campiglio | Gigant      | 2:05,55 min | +0,72 s | Gregor Grilc          |
| 31.     | 30 stycznia | 1988 | Madonna di Campiglio | Slalom      | 1:42,30 min | +8,04 s | Stefan Szałamanow     |
| 8.      | 30 stycznia | 1988 | Madonna di Campiglio | Kombinacja  | ?           | ?       | Konstantin Czistiakow |
| 4.      | 5 kwietnia  | 1989 | Aleyska              | Zjazd       | 1:28,93 min | +0,23 s | Ed Podivinsky         |
| 1.      | 7 kwietnia  | 1989 | Aleyska              | Gigant      | 2:17,20 min | -       | -                     |

### Puchar Świata

#### Miejsca w klasyfikacji generalnej
- sezon 1990/1991: 59.
- sezon 1991/1992: 128.
- sezon 1992/1993: 106.
- sezon 1993/1994: 114.
- sezon 1994/1995: 98.

#### Miejsca na podium w zawodach
Nobis nigdy nie stanął na podium zawodów PŚ.